# Trimerotropis occidentalis
Trimerotropis occidentalis es una especie de saltamontes perteneciente a la familia Acrididae. Se encuentra en la zona oeste de Norteamérica.